# Gavinot occidental
El gavinot occidental (Larus pacificus) és un ocell marí de la família dels làrids (Laridae) que habita les costes del sud d'Austràlia i illes properes fins a Tasmània.